# دانشگاه خود مختار چیریکوی
دانشگاه اتونوما د چیریکوی (به اسپانیایی: Universidad Autónoma de Chiriquí) یک دانشگاه در پاناما است که در داوید (چیریکی) واقع شده‌است.